# Louis Mars
Louis Price Mars (* 5. September 1906 in Grande-Rivière-du-Nord; † 20. März 2000 in Pétionville) war ein haitianischer Psychiater, Diplomat und Politiker.

## Leben und Ausbildung
Louis Mars wurde in Grande-Rivière-du-Nord im Norden von Haiti geboren. Er war der Sohn von Jean Price-Mars und seiner ersten Frau Julie Rousse. Sein Vater, Jean Price-Mars, war Anthropologe.
Von 1927 bis 1932 studierte Mars an der medizinischen Fakultät der staatlichen Universität von Haiti in Port-au-Prince. Nach Abschluss seines Studiums wurde Mars 1932 zum Arzt ernannt. Anschließend studiert Mars Psychiatrie am Hôpital Ste. Anne in Paris und am Hôpital de Perray-Vaucluse in der Ile-de-France. 1936 kehrte Mars nach Haiti zurück, wo er begann, gegen die Unzulänglichkeiten des psychiatrischen Gesundheitssystems zu kämpfen.
Damals war er der einzige in Haiti tätige Psychiater und wurde mit der schrecklichen Realität der psychisch Kranken in Haiti konfrontiert. Mars prangerte insbesondere die Zustände im Défilé de Beudet in Croix-des-Bouquets außerhalb von Port-au-Prince an, wo er eine Tagesstätte für 250 psychisch Kranke entdeckte, die von einem Allgemeinmediziner und einem Dutzend ungelernter Hilfskräfte betreut wurden. Die Bedingungen in dieser Einrichtung erinnerten ihn an die Irrenanstalten in Frankreich vor der Reform von Pinel im Jahr 1793.
Zwischen 1960 und 1972 diente Louis Mars als Botschafter Haitis in verschiedenen Ländern, darunter den USA, Frankreich, Spanien und dem Heiligen Stuhl. Man kann deswegen mit Sicherheit sagen, dass Mars die Dinge in der Klinik nicht mehr unter Kontrolle hatte. Die Klinikleitung wurde von Spezialisten übernommen, die an der McGill University ausgebildet worden waren und die psychopharmakologische Therapie fortführten.

## Reform der haitianischen Psychiatrie
Nach seiner Rückkehr begann Mars, sich für den Bau einer hochmodernen psychiatrischen Einrichtung einzusetzen, um die Technologie und die klinische Beobachtung sozialer Marker zu verbessern und den Patienten bessere Lebensbedingungen zu bieten. Besonders aktiv war er in den 1940er Jahren, als er sein Projekt den haitianischen Präsidenten Dumarsais Estimé und Paul Eugène Magloire vorstellte, allerdings ohne Erfolg. Obwohl Mars und andere Fachleute 1937 die Nationale Liga für Psychohygiene in Haiti gründeten, bedurfte es 1958 der Unterstützung von Nathan Schellenberg Kline aus New York, um ein Therapiezentrum in Haiti einzurichten.
1937 gründeten Mars und eine Gruppe haitianischer Aktivisten die Nationale Liga für Psychohygiene in Haiti. Die Liga brachte Menschen mit unterschiedlichem beruflichem Hintergrund zusammen: Ärzte, Priester, Lehrer, Krankenschwestern, Sozialarbeiter, Studenten der Geisteswissenschaften, kurzum alle, die daran interessiert waren, ihr Wissen auf dem Gebiet des menschlichen Verhaltens zu erweitern, natürlich mit dem Ziel, einen Austausch zu ermöglichen, der sich auf das Verständnis und die Verbreitung von erlernten Konzepten der psychischen Gesundheit konzentrierte und so dazu beitrug, die rückständigen Vorstellungen und barbarischen Behandlungen, denen psychisch Kranke ausgesetzt waren, zurückzudrängen.

## Ausbildung bei Bronislaw Malinowski
Zwischen 1939 und 1941 besuchte Mars ein Seminar des Anthropologen Bronislaw Malinowski in Yale und hielt sich am New Yorker Psychiatrischen Institut der Columbia University und am Illinois Psychiatric Institute in Chicago auf. Die Tatsache, dass Mars bei Malinowski studierte, bedeutet nicht, dass er in irgendeiner Weise von seinen Freud'schen Positionen abrückte. In diesem Zusammenhang begann Mars nach seiner Rückkehr aus Frankreich, sich für die Notwendigkeit einer hochmodernen psychiatrischen Einrichtung einzusetzen, um die Technologie und die klinische Beobachtung sozialer Marker zu entwickeln und den Patienten bessere Lebensbedingungen zu bieten. Besonders aktiv war er in den 1940er Jahren, als er sein Projekt den beiden haitianischen Präsidenten Léon Dumarsais Estimé und Paul Eugène Magloire vorstellte, jedoch ohne Erfolg: 1946, als Präsident Estimé Dumarsais an die Macht kam, gab es neue Hoffnung. Es wurde eine Anstalt mit 200 Betten geplant, und Ende Juni 1949 wurde der Grundstein auf der Butte Saint-Antoine gelegt. Doch im Januar 1950 erhielt die internationale Ausstellung zur Zweihundertjahrfeier in Port-au-Prince Vorrang und die Bauarbeiten wurden eingestellt. Auch Paul Eugène Magloire, der Dumarsais Estimé 1950 stürzte, war nicht offen für die Pläne des Psychiaters.

## Pharmakologie
Da der haitianische Staat sich weigerte, die notwendigen Mittel für eine moderne psychiatrische Klinik bereitzustellen, war Mars gezwungen, eine pragmatische Lösung zu finden. Diese bestand in der Anwendung pharmakologischer Behandlungsmethoden. In den USA war der Einsatz von Psychopharmaka in der psychiatrischen Therapie seit Mitte der 1950er Jahre zunehmend diskutiert worden. 1957 gründete das National Institute of Mental Health in Silver Springs, MD, ein Psychopharmacology Service Center, das als Drehscheibe für den Austausch von Informationen über Psychopharmaka dienen sollte. Mars konnte das Angebot der Finanzierung durch Big Pharma nicht wirklich ablehnen. Die Unterstützung von Nathan S. Kline, dem Forschungsdirektor des Rockland State Hospital in Orangeburg, New York, war mit der Bereitschaft von Mars verbunden, die Psychopharmakologie als primäres therapeutisches Mittel einzusetzen. Anstelle der baufälligen Klinik in Pont Beudet wurde eine neue Klinik im Stadtzentrum gebaut, und der Schwerpunkt wurde zunehmend auf die ambulante Behandlung gelegt. Die Klinik wurde gebaut, nachdem der Staat den Bauplatz zur Verfügung gestellt und drei Pharmaunternehmen, Hoffmann La-Roche, Schering und Wyeth, jeweils 15.000 $ (insgesamt 800.000 $ im Jahr 2025) beigesteuert und sich bereit erklärt hatten, die erforderlichen Psychopharmaka vier Jahre lang kostenlos zur Verfügung zu stellen. Das New York State Department of Mental Hygiene schickte sechs Krankenschwestern und zwei Ärzte als Freiwillige nach Port-au-Prince. Die zukünftigen Psychiater sollten an der McGill-Universität in Kanada ausgebildet werden.

## Ethnopsychiatrie
Der französische Psychiater Georges Devereux wird häufig mit dem Begriff der Ethnopsychiatrie identifiziert, ja sogar als ihr Schöpfer bezeichnet. Dennoch schreibt er dessen Erfindung Louis Mars im Jahr 1982 zu. Mars diente als Mentor von Georges Devereux und beeinflusste so stellvertretend das entstehende Feld. Unter anderem wurde Devereux von Mars eingeladen, eine Einleitung zu seinem Buch "La crise de possession dans le vaudou [sic]" zu schreiben.

## Schriften
- Louis Price Mars: La Crise De Possession Dans Le Vaudou: Essays De Psychiatrie Comparée. Chicoutimi, Quebec 1946.
- Louis Price Mars: Delire Mystique a Theme Vaudouique: Psychiatrie Sociale. In: Les Griot. Band 2, Nr. 2, 1938, S. 281–285.
- Louis Price Mars: L'Ethnopsychiatrie Et La Schizophrenie En Haiti. In: Psychopathologie Africaine. Band 5, Nr. 2, 1969, S. 235–255.
- Louis Price Mars: Introduction ą L'Ethnopsychiatrie (Préface). Jean-Franēois Chalut. 6:03 Port-au-Prince 1992.
- Louis Price Mars: La Lutte Contre La Folie. Imprimerie de l'Etat, Port-au-Prince 1947.
- Louis Price Mars: Les Maītres De L'Aube. Louis Price-Mars, Pétionville, Haiti 1982.
- Louis Price Mars: Nouvelle Contribution ą L’Étude De La Crise De Possession. In: Psyché: Revue Internationale Des Sciences De L’Homme Et De Psychanalyse. Band 6, Nr. 60, 1951, S. 640–669.
- Louis Price Mars: Phenomena of 'Possession'. In: Tomorrow. Band 3, Nr. 1, 1954, S. 61–73.
- Louis Price Mars: La Psychiatrie Au Service Du Tiers Monde: Nouvelles Considérations. In: Psychopathologie Africaine. Band 2, Nr. 2, 1966, S. 227–248.
- Louis Price Mars: La Psychopathologie Du Vaudou. In: Psyche: Revue Internationale Des Sciences De L' Homme Et De Psychanalyse. Band 23–24, 1948, S. 1064–1088.
- Louis Price Mars: The Story of Zombi in Haiti. In: Man: A Record of Anthropological Science. Band 45, Nr. 22, 1945, S. 38–40.
- Louis Price Mars: Le Symbolisme Dans La Religion Vodouique Et Les Philosophes De L'Occiden. In: Psychopathologie Africaine. Band 6, Nr. 1, 1970, S. 67–70.
- Louis Price Mars: Témoignages I: Essai Ethnopsychologique. Taller Grafico, Madrid 1966.
- Louis Price Mars, Georges Devereux: Haitian Voodoo and the Ritualization of the Nightmare. In: Psychoanalytic Review. Band 38, 1951, S. 334–342.